# Commission afghane de la Constitution
La Commission afghane de la Constitution (ou Commission constitutionnelle afghane) a été créée le 5 octobre 2002 en application des Accords de Bonn qui prévoyaient la convocation d'une Loya Jirga constitutionnelle dans les 18 mois suivant l'installation de l'Autorité transitoire en vue d'adopter une nouvelle constitution. Une proposition de constitution a été présentée au président Hamid Karzaï le 3 novembre 2003. Celle-ci a été adoptée par la Loya Jirga le 3 janvier 2004 et promulguée par le président Karzaï le 26 janvier 2004.

## Composition de la commission
La commission initiale était composée de neuf membres et a commencé à travailler le 5 octobre 2002,. Une fois son travail fini cette commission a été remplacée, le 7 mai 2003, par une commission de révision composée de 35 membres, dont sept femmes. Tous ces membres ont été nommés par le président Karzaï.
La commission a mis en place huit bureaux régionaux à Jalalabad, Hérat, Kondôz, Kaboul, Gardêz, Kandahar, Mazâr et Bâmiyân ainsi que dans les villes pakistanaises de Peshawar et Quetta et dans les villes iraniennes de Téhéran et Mashhad.
Le processus était surveillé par la Mission d'assistance des Nations unies en Afghanistan et financé par le Programme des Nations unies pour le développement.

## Processus de consultation
La consultation de la population afghane a commencé le 10 juin 2003. Les équipes de la commission de Kaboul et des autres bureaux régionaux ont voyagé en Afghanistan, Iran et Pakistan. Les réfugiés afghans aux États-Unis ont également été consultés. La commission a distribué des affiches, des tracts et une lettre d'information mensuelle. De plus, des annonces à la radio et à la télévision ont été faites.

## Retard et projet final
Initialement la commission devait présenter le projet de constitution au plus tard le 1er septembre 2003, mais en août les membres ont demandé un délai de deux mois afin d'avoir plus de temps pour recueillir les réactions. Le 28 août, Ghulam Farooq Wardak, directeur du secrétariat de la commission, a annoncé que la Loya Jirga a été reportée au 10 décembre, commission voulant plus de temps pour consulter les Afghans. Il a déclaré que cela laissait plus de temps aux Afghans pour décider s'ils veulent une république, un système parlementaire ou un retour à la monarchie. Les autres questions en jeu d'après lui concernaient le degré de centralisation de Kaboul et le rôle de l'islam. Il a par ailleurs indiqué que 100 000 questionnaires venant de toutes les provinces ont été envoyés à la commission.
La commission a présenté son projet de constitution le 3 novembre 2003. La cérémonie a été suivie par le président Karzaï, l'ancien roi Mohammed Zahir Shah et l'envoyé des Nations unies Lakhdar Brahami.
Le projet a été distribué aux gouverneurs de province et aux Wuluswals (sous-gouverneurs). Il a également été largement diffusé par les bureaux régionaux du secrétariat de la commission constitutionnelle aux représentants de district et aux médias.

## Opposition à la proposition de constitution
Bacha Khan Zadran, un chef de guerre pachtoune dans la province de Paktiyâ, critique la proposition de constitution, car elle abolit la monarchie héréditaire.
Mahbuba Hoquqmal, le ministre afghan des Droits des femmes, a déclaré que la constitution n'accorde pas de protection aux droits des femmes, n'interdit pas leur mariage sans leur consentement et n'offre pas de garanties d'égalité devant les tribunaux.
Les membres des communautés ouzbek, turkmène et baloutche déclarent que la constitution proposée exclut leur culture. Par exemple, le projet fait du pashto et du dari les deux langues officielles et l'hymne nationale serait chantée en pashto.
D'autres questions ont été soulevées par les délégués de la Loya Jirga, notamment si l'ancien roi Mohammed Zahir Shah devait garder le titre de "Père de la Nation", si l'Afghanistan devait devenir une économie de marché ou encore si l'enseignement supérieur devait être libre.